# 1. Armee (Türkei)

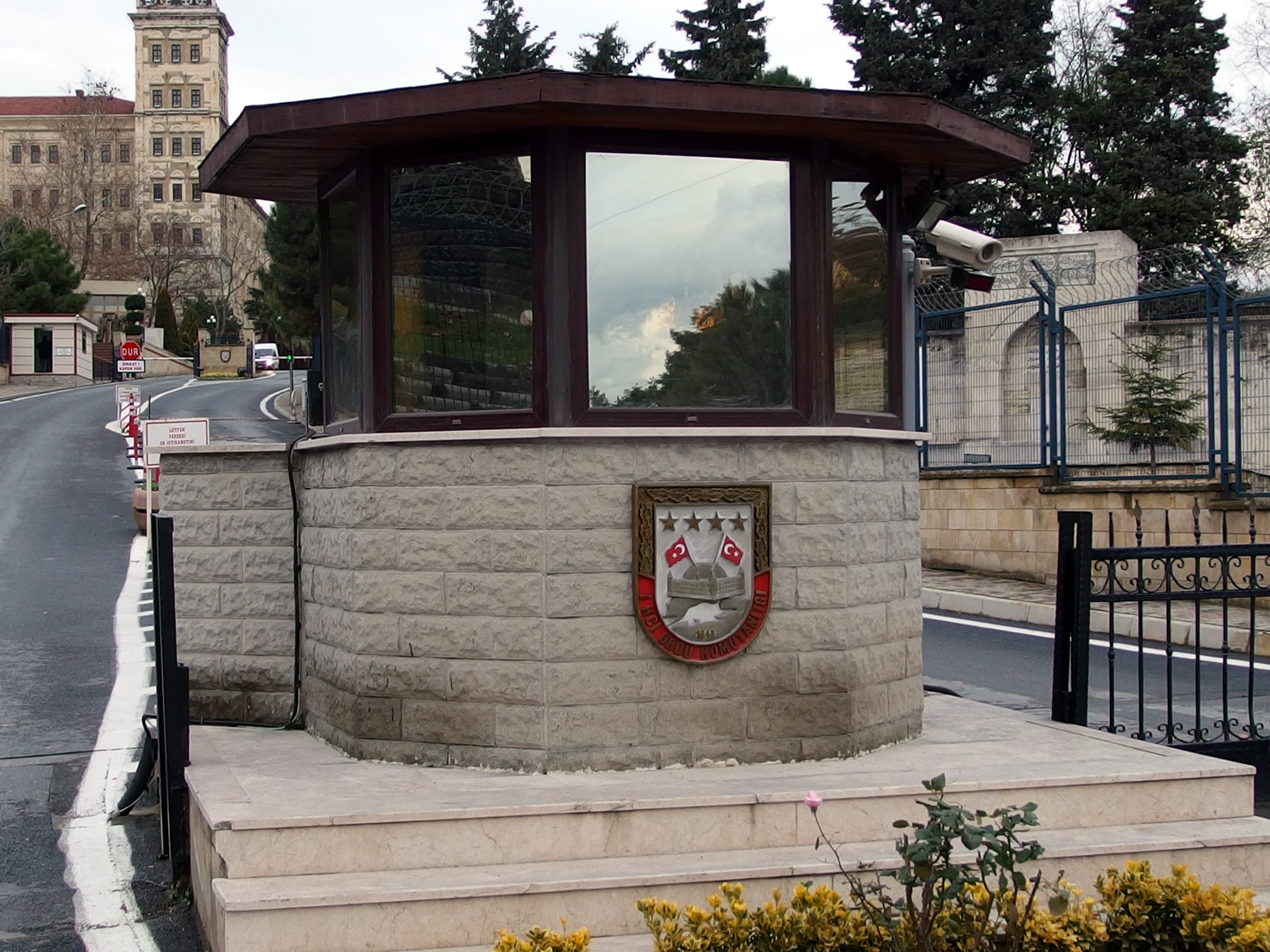
Tor zum Hauptquartier der 1. Armee in der Selimiye-Kaserne in Istanbul

Die 1. Armee (türkisch 1. Ordu) ist eine der insgesamt vier Armeen der Landstreitkräfte (Kara Kuvvetleri) der türkischen Streitkräfte.
Die 1. Armee hat ihr Hauptquartier in der Selimiye-Kaserne (Selimiye Kışlası) im Istanbuler Bezirk Üsküdar auf der asiatischen Seite der Stadt, wobei die Armee in Ostthrakien stationiert ist. Die Armee ist für die Sicherung der Grenzen zu Griechenland und Bulgarien sowie die strategisch wichtigen Meerengen Bosporus und Dardanellen verantwortlich.

## Gliederung
- II. Korps (Gelibolu)
  - 4. MechInfanteriebrigade (Keşan)
  - 8. MechInfanteriebrigade (Tekirdağ)
  - 18. MechInfanteriebrigade (Çanakkale)
  - 95. Panzerbrigade (Malkara)
  - 102. Artillerieregiment (Uzunköprü)
  - Pionierregiment (Gelibolu)
- III. Korps (Şişli)
  - 23. MotInfanteriedivision (Hasdal)
    - 6. MotInfanterieregiment (Hasdal)
    - 23. MotInfanterieregiment (Samandıra)
    - 47. MotInfanterieregiment (Metris)

  - 52. Panzergrenadierdivision (Hadımköy)
  - 2. Panzerbrigade (Kartal)
  - 66. MechInfanteriebrigade (Istanbul)
- V. Korps (Çorlu)
  - 1. Panzerbrigade (Babaeski)
  - 3. Panzerbrigade  (Çerkezköy)
  - 54. MechInfanteriebrigade (Edirne)
  - 55. MechInfanteriebrigade (Süloğlu)
  - 65. MechInfanteriebrigade (Lüleburgaz)
  - 105. Artillerieregiment (Çorlu)
  - Pionierregiment (Pınarhisar)
- 15. Infanteriebrigade (Köseköy)

## Oberbefehlshaber seit 1990
- General Muhittin Fisunoğlu (23. August 1989 – 31. Dezember 1990)
- General İsmail Hakkı Karadayı (1. Januar 1991 – 17. August 1993)
- General Mehmet Hikmet Bayar (17. August 1993 – 22. August 1994)
- General Hikmet Köksal (22. August 1994 – 26. August 1996)
- General Hüseyin Kıvrıkoğlu (26. August 1996 – 26. August 1997)
- General Atilla Ateş (26. August 1997 – 18. August 1998)
- General Çevik Bir (18. August 1998 – 20. August 1999)
- General Hilmi Özkök (20. August 1999 – 21. August 2000)
- General Necdet Yılmaz Timur (21. August 2000 – 17. August 2001)
- General Çetin Doğan (17. August 2001 – 20. August 2003)
- General Yaşar Büyükanıt (20. August 2003 – 30. August 2004)
- General Ahmet Hurşit Tolon (30. August 2004 – 19. August 2005)
- General İlker Başbuğ (19. August 2005 – 17. August 2006)
- General Fethi Remzi Tuncel (17. August 2006 – 17. August 2007)
- General İsmail Koçman (17. August 2007 – 22. August 2008)
- General Ergin Saygun (22. August 2008 – 30. August 2009)
- General Hasan Iğsız (30. August 2009 – 30. August 2010)
- General Hayri Kıvrıkoğlu  (30. August 2010 – 4. August 2011)
- General Yalçın Ataman (4. August 2011 – 23. August 2013)
- General Ahmet Turmuş (23. August 2013 – 25. August 2014)
- General Salih Zeki Çolak (25. August 2014 – 10. August 2015)
- General Ümit Dündar (10. August 2015 – 23. Juli 2016)
- General Musa Avsever (23. Juli 2016 -)